# Savanes (ehemalige Region)
Savanes (frz.: Savannen) ist eine ehemalige Verwaltungsregion der Elfenbeinküste mit der Hauptstadt Korhogo. Sie entsprach in ihren Abmessungen dem heutigen Distrikt Savanes.

## Bevölkerung
Einer Schätzung von 2007 zufolge hatte Savanes ca. 1.386.445 Einwohner und somit bei einer Fläche von 40.323 km² eine Bevölkerungsdichte von 34 Einwohnern pro km². Bei der letzten Volkszählung im Jahr 1988 wurden 743.279 Einwohner gezählt.

## Geographie
Savanes lag im Norden der Elfenbeinküste und grenzte im Osten an Zanzan, im Süden an Vallée du Bandama und Worodougou und im Westen an Denguélé. Im Norden liegen Mali und Burkina Faso. Die Region war in die vier Départements Boundiali, Boundiali, Korhogo und Tengréla. eingeteilt.